# Kiara Kabukuru
Kiara Kabukuru, pseudonimo di Alice Kabukuru (Kampala, 31 luglio 1975), è una modella ugandese naturalizzata statunitense.

## Biografia
Nata in Uganda, nella capitale Kampala, in seguito a gravi disordini politici, fuggì dal paese con la sua famiglia quando aveva 6 anni, per rifugiarsi negli Stati Uniti d'America. La sua carriera di modella fu lanciata, quando aveva sedici anni, dal fotografo Bill Bodwell, che la notò in un centro commerciale.
Nel 2000 ebbe un grave incidente: mentre andava in bicicletta a New York si scontrò con un mezzo pesante. Ciò la tenne lontana a lungo dalle passerelle: è tornata a sfilare a tempo pieno solo oltre dodici anni dopo.

## Carriera
Ha prestato il suo volto alle campagne pubblicitarie di diverse case di moda e aziende profumiere, tra cui Ann Taylor, Calvin Klein, Chanel (per il profumo Allure), Club Monaco, DKNY, Donna Karan, Emporio Armani, Gucci, L'Oreal, Moschino, Nine West, Talbots, Tommy Hilfiger (per il profumo Tommy Girl), Victoria's Secret, Yves Saint Laurent.
Ha sfilato per, tra gli altri, Gucci (che lanciò definitivamente la sua carriera), Christian Dior, Balenciaga, Versace, Victoria's Secret, Givenchy, Chanel, Dolce & Gabbana, Betsey Johnson e Missoni.
A lungo è stata il volto di CoverGirl, guadagnando grande popolarità.

## Agenzie
- Models 1 Agency
- Why Not Model Agency - Milano
- NEXT Model Management
- Trump Model Management - Londra
- L.A. Models